# Carrefour International
Carrefour International est une organisation canadienne de développement international basée à Toronto et à Montréal, qui travaille en collaboration avec une quarantaine d’organisations non gouvernementales au Canada, en Afrique et en Amérique latine. Financée en partie par l'Agence canadienne de développement international (ACDI), l’organisation a pour mandat de lutter contre la pauvreté sous toutes ses formes, en mettant un accent particulier sur la défense des droits des femmes.

## Mission et valeurs
Carrefour International contribue à la création d’un monde durable et plus équitable en mobilisant et en renforçant la capacité des individus, des organisations et des communautés par le partage des connaissances, la solidarité et l’action collective. Cette mission s’accompagne d’une vision centrale aux efforts de Carrefour International : « Un seul monde sans pauvreté, égalitaire et respectueux des droits des femmes et des filles». 
Carrefour International est ainsi guidé par de fortes valeurs. Il mise sur une citoyenneté active, l’équité et la diversité, la solidarité Nord-Sud, l’innovation et l’apprentissage ainsi que la transparence et l’imputabilité.
Les femmes ont un rôle essentiel dans la société autant dans les pays développés que non développés : elles sont le pilier de la famille. En leur donnant de l’autonomie et un emploi, elles peuvent assurer une meilleure éducation ainsi qu’une meilleure santé à leurs enfants. Malheureusement, les droits des femmes ne sont pas acquis partout dans le monde. Carrefour International travaille donc avec plusieurs partenaires sur le terrain pour exiger l'égalité des sexes. Dans les régions où nos Carrefouristes ont travaillé, la diminution de la violence physique et sexuelle chez les jeunes filles et les femmes fut remarquable.

## Historique
Carrefour International, d’abord sous le nom d’Operation Crossroads Africa, fut fondé en 1958 par le révérend James Herman Robinson. Ce dernier avait fait la promotion de sa vision d’ « un seul monde ». En effet, Robinson était convaincu  qu’il y avait beaucoup plus de similarités que de différences entre les gens, peu importe leurs origines, et qu’il importait ainsi de travailler ensemble pour créer un « carrefour » où les changements, tant au niveau de l’individu que de la société, seraient possibles . Dans le contexte des années 1950, avec les États-Unis qui demeuraient marqués par une importante ségrégation raciale, l’idée novatrice du révérend de favoriser la collaboration des Canadiens et des Américains, noirs et blancs, avec les Africains séduit plusieurs personnes désireuses de travailler à des projets de développement. C’est ainsi que Peter Parris devient le premier carrefouriste à se rendre à l’étranger, au Nigeria, en 1958.
Le nombre des mandats augmente rapidement : 10 volontaires sont envoyés à l’étranger en 1960 et en 1969 ce sont déjà 257 volontaires qui ont pris part aux activités outre-mer . 1969 est également l’année où Carrefour Canadien International (CCI) se détache d’Operation Crossroads Africa et devient une organisation distincte en obtenant  une charte à titre de société de bienfaisance. Cette année marque aussi l’inauguration d’une division francophone à Montréal qui aura la responsabilité des mandats dans les pays africains de langue française. En 1971, Carrefour innove une fois de plus en mettant sur pied son programme d’Accueil-Canada qui donne l’opportunité à des stagiaires africains de venir au Canada. Un programme d’échange sud-sud est également inauguré et permet un rayonnement du partage des connaissances. En 2011, le nom actuel, Carrefour International, est officiellement adopté afin de refléter la nature profondément internationale du mandat de l’organisation.

## Carrefour International aujourd'hui
À ce jour, ce sont plus de 8000 mandats qui ont été organisés par Carrefour International. L’organisation, qui a ses bureaux à Toronto et à Montréal, compte maintenant des partenaires en Afrique de l’Ouest, en Afrique australe et en Amérique du Sud (Bolivie). Carrefour International est présent dans 8 pays avec plus de 25 projets et partenaires. L’amélioration de la condition des femmes et des filles ainsi que la réduction des effets de la pauvreté et du VIH dans les pays en développement sont au cœur de ses préoccupations.
Carrefour International est membre de l’Association québécoise des organismes de coopération internationale (AQOCI).  Il fait également partie des 13 organismes membres de l’AQOCI qui participent au programme Québec sans frontières (QSF) du ministère des Relations internationales,  permettant à des Québécois et des Québécoises de réaliser un stage de coopération à l’étranger.
En somme, l’expérience d’un stage en coopération internationale est marquante et enrichissante pour de nombreux carrefouristes, comme ce fut notamment le cas pour Lawrence Hill récompensé au Combat des livres de 2013, pour son livre Aminata, fortement inspiré de ses années de travail avec Carrefour International. Ce fut le cas également de Lyse Doucet, présentatrice et correspondante pour la BBC World Television et la BBC World Service Radio, qui a acquis sa première expérience outre-mer avec Carrefour International comme volontaire, en Côte d'Ivoire, en 1982. Une autre personnalité connue est Ann McCain Evans, qui a été l'adjointe spéciale de l'honorable Gerald Regan à Ottawa jusqu'en 1984. Mme McCain a accompli un mandat pour Carrefour International à la fin des années 1970, en Éthiopie. Audrey McLaughlin, la première femme à avoir dirigé un important parti fédéral au Canada, et fut élue chef du Nouveau Parti démocratique durant six ans, a fait ses débuts comme volontaire pour Carrefour International à la Barbade, en 1986. 
Il y a également Donald H. Oliver, qui a accompli un mandat pour Carrefour International en 1962, en Éthiopie. Le sénateur Oliver se dévoue depuis pour servir les Canadiens, autant à titre d'avocat, de professeur, d'entrepreneur, de porte-parole que d'homme d'État. Peter Parris est professeur Elmer G. Homrighausen en éthique sociale chrétienne du Princeton Theological Seminary, et il assure également la liaison avec le programme d'études afro-américaines de la Princeton University. M. Paris a été le premier Canadien à se rendre outre-mer avec Operation Crossroads Africa, dans le cadre d'un mandat au Nigeria, en 1958. Également, J. Robert S. Prichard, officié de l'Ordre du Canada, membre de l'Ordre de l'Ontario et membre de la Société royale du Canada, a accompli un mandat en Zambie, en 1969, à titre de volontaire pour Carrefour International. Betty Plewes a consacré la plupart de sa carrière à travailler dans la coopération internationale. Elle est engagée aux côtés de Carrefour International depuis de nombreuses années déjà: tout d'abord en tant que volontaire en Éthiopie et au Liberia au milieu des années 1960. Puis, elle fut nommée Secrétaire exécutive en 1968, et finalement en 2004 elle a rejoint le Conseil d'administration où elle a fait trois mandats.   